# Alex Paxton-Beesley
Alex Paxton-Beesley est une actrice canadienne, née le 24 septembre 1986 à Toronto (Ontario).

## Biographie
Alex Paxton-Beesley est née et a grandi à Toronto. Elle est diplômée de la George Brown Theatre School et du Centre canadien du film de Toronto.

## Filmographie

### Cinéma
- 2004 : Confession secrète : Monica
- 2013 : The Colony : femme terrifiée
- 2014 : Dirty Singles : Megan
- 2017 : Space and Time : Frances
- 2021 : La Pat' Patrouille : Le Film : Voix additionnelles

### Télévision

#### Séries télévisées
- 2009 : Les Vies rêvées d'Erica Strange (saison 2, épisode 4) : Laurie
- 2010 : Republic of Doyle (saison 1, épisode 1) : Theresa Harris
- 2010-2011 : Warehouse 13 (épisodes 2x10 & 3x05) : Rebecca St. Clair (jeune)
- 2011 : The Listener (saison 2, épisode 13) : Elizabeth Simmonds
- 2011 : Suits : Avocats sur mesure (saison 1, épisode 11) : Kelsey Price
- 2012 : The Firm (9 épisodes) : Sarah Holt
- 2012 : Rookie Blue (saison 3, épisode 8) : Rachel Finley
- 2012 : Beauty and the Beast (saison 1, épisode 1) : Chloe London
- 2012 : Alphas (saison 2, épisodes 1 & 12) : Megan Bates
- 2012 : Flashpoint (saison 5, épisode 12) : Paramedic
- 2012-2013 : Copper (11 épisodes) : Ellen Corcoran
- 2013 : Lost Girl (saison 3, épisode 6) : Lola
- 2014 : The Strain (saison 1, épisodes 3, 4 & 5) : Ann-Marie Barbour
- 2015 : Soupçon de magie (saison 1, épisodes 6 & 7) : Eve
- 2015 : Remedy (saison 2, épisode 6) : Jennifer Wilson
- 2015 : Minority Report (mini-série, épisode 1) : Liz Rutledge
- 2015 : Haven (saison 5, épisode 15 & 16) : Kira Fletcher
- 2015-2021 : Les Enquêtes de Murdoch (7 épisodes) : Winifred 'Freddie' Pink
- 2016 : Wynonna Earp (saison 1, épisode 6) : Hetty Tate
- 2016 : Private Eyes (saison 1, épisode 2) : Robin Westing
- 2017 : Pure (12 épisodes) : Anna Funk
- 2018 : Cardinal (6 épisodes) : Rouquine
- 2018 : Impulse (saison 1, épisodes 1, 2 & 3) : Sabine
- 2020 : Fortunate Son (saison 1, épisodes 7 & 8) : Pam Tiller
- 2020 : De celles qui osent (6 épisodes) : Eva Rhodes
- 2021 : Sex/Life (saison 1, épisodes 4 & 8) : Judy

#### Téléfilms
- 2012 : Trois oncles et une fée (Christmas with Holly) de Allan Arkush : Shelby
- 2014 : L'Écho du mensonge (Guilty at 17) de Anthony Lefresne : June Gailey
- 2017 : Une Amitié malsaine (The Perfect Soulmate) de Curtis Crawford & Anthony Lefresne : Sarah Miles
- 2019 : Voulez-vous m'épouser ? (Crossword Mysteries: Proposing Murder) de Don McCutcheon : Abby Miller
- 2020 : Y a-t-il un meurtrier dans ma famille ? (Island of Shadows) de Leo Scherman : Lauren
- 2021 : L'enfant secret (Hidden Family Secrets) de Stefan Brogren : Katherine